# Ривери, Эме де
Эме дю Бюк де Ривери (Aimée Du Buc de Rivéry; род. 4 декабря 1776, Ла Робер, Мартиника, дата смерти неизвестна) — дочь французского плантатора с Мартиники, дальняя родственница Жозефины де Богарне.

## Биография
Отцом Эме был Анри-Жакоб дю Бюк де Ривери (1748—1808), член Директории колониальной ассамблеи Мартиники; матерью — Мария-Анна д’Арбуссе-Бофон (d’Arbousset-Beaufond, 1739—1811). В 1785 году в возрасте 9 лет Эме поступила на воспитание в один из монастырей сестёр-визитанток в Нанте. Летом 1788 года Эме покинула Францию на корабле, который бесследно исчез в море.
Существует легенда, что Эме была захвачена пиратами, продана в гарем османского султана Абдул-Хамида I и стала матерью султана Махмуда II. Впервые эту версию высказал в 1923 году Б. Мортон, который в книге «Скрытая императрица» отождествил Эме дю Бюк с Накшидиль-султан, седьмой женой султана Абдул-Хамида I. Однако известно, что Накшидиль родилась в 1766 году и была на десять лет старше Эме. Накшидиль попала в Стамбул в раннем детстве и воспитывалась в одном из дворцов султанской семьи Эсмой-султан, сестрой Абдул-Хамида I. Кроме того, все трое детей Накшидиль, Мурад (1783—1784/1785), Махмуд (1785—1839) и Салиха (1786—1787), родились за несколько лет до того, как корабль с Эме пропал в море.
Легенде о «кузине» императрицы Жозефины де Богарне, ставшей «царицей Востока» наподобие Роксоланы, посвящены несколько исторических романов (напр., «Марианна в огненном венке» Жюльетты Бенцони). Эме часто представляют французской патриоткой и католичкой, которая ради высоких идеалов заточила себя в гареме. Принц Михаил Греческий (внук Георга I) издал в 1983 году роман «Султана», который несколько лет спустя был экранизирован под названием «Сила страсти».